# خثعم
خثعم قبيلة عربية موطنها الأصلي شبه الجزيرة العربية، وكانت منازل خثعم في الهضبة الممتدة ما بين بجيلة والأزد عند طريق القوافل الممتدة من اليمن إلى الحجاز، وما انحدر عنها شرقا إلى بيشة. وفي خثعم فرعان كبيران: ناهس، وشهران، ابنا عفرس بن خلف بن خثعم، قال ابن الكلبي: «ناهس، وشهران إليهما العدد والشرف من خثعم». وعدّ الأشرف الرسولي من قبائل خثعم أربعا، هي: شهران، وناهس، وكود، وأكلب.

## إسلام خثعم

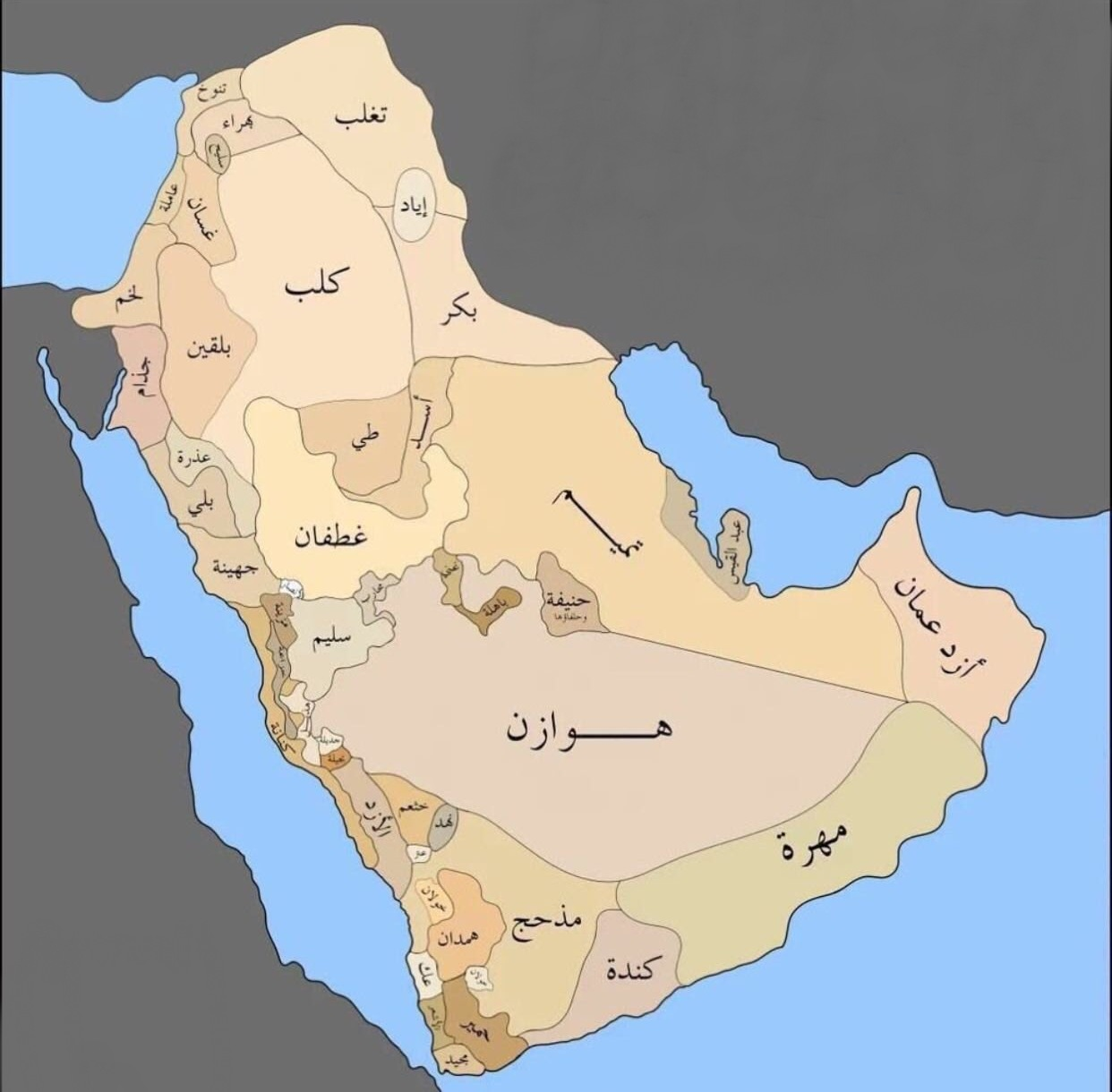
خريطة توضح منازل خثعم عند ظهور الإسلام

وقد تعبدت خثعم مثل بجيلة ودوس وباهلة للصنم المسمى ذو الخلصة الذي هدم في الإسلام، هدمه جرير البجلي وقتل عدد من خثعم، وعلى إثر ذلك وفدت خثعم في أواخر سنة عشرة هجرية على النبي، وفي ذلك قال صاحب الطبقات الكبرى:«وفد عثعث بن زحر، وأنس بن مدرك في رجال من خثعم إلى رسول الله ﷺ، بعدما هدم جرير بن عبد الله ذا الخلصة وقتل من قتل من خثعم، فقالوا: آمنا بالله ورسوله وما جاء من عند الله، فاكتب لنا كتابا نتبع ما فيه، فكتب لهم كتابا شهد فيه جرير بن عبد الله ومن حضر». وكتب النبي محمد ﷺ لخثعم بيشة كتابا جاء فيه: «كتب ﷺ لخثعم: هذا كتاب من محمد رسول الله صلى الله عليه وسلم لخثعم من حاضر بيشة وباديتها ان كل دم أصبتموه في الجاهلية فهو عنكم موضوع، ومن أسلم منكم طوعا أو كرها في يده حرث من خبار أو عزاز تسقيه السماء أو يرويه اللثى فزكا عمار ة في غير أزمة ولا حطمة، فله نشره وأكله، وعليهم في كل سيح العشر وفي كل غرب نصف العشر، شهد جرير بن عبد الله ومن حضر».

## نسب قبيلة خثعم الحديثة
خثعم بن أوس مناة بن ناهس بن عفرس بن حلف بن خثعم بن أنمار بن أراش بن عمرو بن الغوث بن نبت بن زيد بن مالك بن كهلان بن سبأ بن يشجب بن يعرب بن قحطان.

## نسب قبيلة خثعم
- خثعم وهو أفتل بن أنمار بن إراش بن عمرو بن الغوث بن نبت بن مالك بن زيد بن كهلان بن سبأ، وهذا قول ابن الكلبي وخليفة بن خياط واليعقوبي وابن عبد البر وابن حزم وأبو المنذر الصحاري، وجمهور النسابة.[15][16][17][18][19][20]
- خثعم وهو أفتل بن أنمار بن نزار بن عدنان، وصاحب هذا القول ابن إسحاق.[21]
- أمه: عاتكة بنت ربيعة بن نزار بن معد بن عدنان.[22]

أما الدكتور صالح أحمد العلي فعارض ابن الكلبي في نسبهم، وقال:«خثعم إحدى عشائر مجموعات مذحج، وقد جعلها ابن الكلبي أحد فروع أنمار». وعن سبب تسمية بنو أفتل بن أنمار بخثعم، قال ابن إسحاق:«خثعم هو أفتل بن أنمار، فإنما خثعم جبل تحالفوا عنده فنسبوا إليه»، أما ابن الكلبي قال:«إن أفتل بن أنمار لما تحالف بعض ولده على سائر ولده، نحروا بعيراً وتخثعموا بدمه أي تلطخوا به في لغتهم، فبقى الاسم عليهم»، وفي مزاعم نشوان الحميري قال:«إِنما سمي خثعم بجمل له اسمه خثعم».
وفي نسبة خثعم إلى سبأ حديث نبوي عن الرسول ﷺ، وجاء في الحديث الذي أقر بصحته الحاكم والألباني من رواية الترمذي في السنن، قال:«قالَ رجلٌ: يا رسولَ اللَّهِ، وما سَبأٌ، أرضٌ أو امرأةٌ؟ قالَ: ليسَ بأرضٍ ولا امرأةٍ، ولَكِنَّهُ رجلٌ ولدَ عشرةً منَ العربِ فتيامنَ منهم ستَّةٌ، وتشاءمَ منهم أربعةٌ. فأمَّا الَّذينَ تشاءموا فلَخمٌ، وجُذامُ، وغسَّانُ، وعامِلةُ، وأمَّا الَّذينَ تيامنوا: فالأزدُ، والأشعرون ، وحِميرٌ، وَكِندةُ ومَذحِجٌ، وأنمارٌ. فقالَ رجلٌ: يا رسولَ اللَّهِ، ما أنمارٌ؟ قالَ: الَّذينَ منهم خثعَمُ، وبَجيلةُ».

### أقرب القبائل نسباً لقبيلة خثعم
أقرب القبائل نسبا لقبيلة خثعم هي قبيلة بجيلة.

## أعلام ومشاهير

### في العصر القديم
- الصحابية أسماء بنت عميس

وهي زوجة جعفر بن ابي طالب وولدت له: عبد الله - محمد - عون. ثم خلف عليها أبو بكر الصديق رضي الله عنه فولدت له محمد ثم خلف عليها علي بن أبي طالب رضي الله عنه فولدت له يحيى وعون وقبل ذلك كله كانت زوجة لرجل اسمه: ربيعة بن رياح فولدت له مالك وعبد الله وأبو هريرة ويقال لهم بني ربيعة، وهذا كله دليل مكانة أسماء بنت عميس ضي الله عنها ومكانة قبيلتها العظيمة خثعم. إخواتها لأمها ميمونة بنت الحارث وزينب بنت خزيمة أما المؤمنين زوجا النبي
- وسلمى بنت عميس

تزوجها حمزة بن عبد المطلب عم النبي فولدت له امرأة، وتزوجها بعده شداد الليثي. والجدير بالذكر ان ميمونة زوجة النبي لها صلة قربى بسلمى بنت عميس حيث ان ميمونة اخت لابناء سلمى لأمهم هند بنت عون من حمير وأيضا لبابة بنت الحارث ام العباس بن عبد المطلب.
- سلامة بنت عميس
- زينب بنت عميس
- أسماء بنت مدرك زوجة خالد بن الوليد رضي الله عنه وأم أولاده المهاجر وعبد الله وعبد الرحمن
- عثمان بن أبي نسعة، ولي الأندلس الثاني عشر من قبل الأمويين. قبل عزله من قبل عبد الرحمن الغافقي فتزوج ابنة دوق (أكوتين) ليضمن مساعدته في قتال عبد الرحمن.
- الشاعر الجاهلي انس بن مدرك الخثعمي
- الشاعر الجاهلي ابن الدمينه
- شمس بن عبد الله بن النعمان كان شريفا وشهد مع معاوية بن ابي سفيان كل مواقعه
- مالك بن عبد الله الخثعمي [30] من أهل فلسطين ويقال له ملـك الصوائـف اربعين سنة لمعاوية بن ابي سفيان وغيره وفيها تولى حرب الروم ولما مات كسر على قبره اربعون لواء وهذا يدل على عظم قدر هذا الرجل وقيل فيه:

- النعمان ذو الانف وهو الذي قاد خيل خثعم إلى النبي صلى الله عليه وسلم
- الصحابية الفارعة بنت عبد الرحمن
- عائذة بنت الخمس أم قبيلة بنو خزيمة بن لؤي التي تعرف باسمها،
- فاطمة بنت مر شاعرة وكاهنة من كاهنات العرب ومن أجمل نسائهن وأعفهن، قرأت الكتب ودرست علائم النبي المبشر، فلما رأت وجه عبد الله بن عبد المطلب والد الرسول عرضت نفسها عليه لأنها رأت النبوة في وجهه، فلم يقبل بها فقالت:

إني رأيت مخيلة عرضت *** فتلألأت بحناتم القطر 

فلمائها نـور يضئ له *** ما حوله كإضاءة الفجر
- وثن بن محمية بن وثن كان أحد اشراف الطائف وقتله علي بن أبي طالب رضي الله عنه يوم الطائف كافرا

ومن المشاهير المتأخرى ن
- موسى الخثعمي وهو شاعر من القرن الثالث عشر صاحب السينية المشهورة
- انس بن مدرك الذي يعد من فرسان العرب المعدودين الذين كانت تحتكم اليهم القبائل والصحابي الجليل الذي عاش شطرا في الجاهلية وقتل السليك بن السلكة.
- الشاعر حمران بن مالك
- نفيل بن حبيب الخثعمي الذي جمع القبائل الجنوبية والحجازيه لصد ابرهة الحبشي عام الفيل.
- مالك بن الحجاج وكان من اشد الفرسان من أيام الحجاج الثقفي.
- أبو رويحة وقد وفد إلى النبي صلى الله عليه وسلم فوافى بينه وبين بلال بن ابي رباح رضي الله عنه حين عقد الالوية.
- أبو نسعة بن اياس الشهراني الخثعمي وكان من اعيان الشام ورؤسائهم.
- كعب بن خريم كان شاعرا.
- الزبير بن خزيمة بعثه الحجاج بجيش إلى اصبهان ومعه اعشى همدان.
- كريم بن عفيف قتل في معركة مرج عذراء.
- أحمس بن الغوث الذي ارسلة الرسول وقاد مائة وخمسون فارساً مع جرير بن عبد الله إلى حرق ذي الخلصة وبارك رسول الله على خيله ورجاله.
- بشر بن ربيعة بن عمرو الذي شهد القادسية وإليه تنسب جبانة بشر بالكوفة، وقال لعمر بن الخطاب بعدها:

## أهميتها التاريخية

### معركة خثعم وجيش أبرهة الحبشي
```
وقد ورد ذكر خثعم في روايات الأخباريين عن حملة 
أبرهة
 على مكة، إذْ هم يذكرون أنها عزمت على منعه من الوصول إلى مكة، وأن 
نفيل بن حبيب
 الخثعمي رئيس خثعم إذ ذاك، خرج بقبيلي خثعم: شهران وناهس ومن تبعه من قبائل العرب، وقاتله حينما بلغ أرض خثعم، غير أن أبرهة تغلب عليه، وأسره، وأبقاه حيًّا على أن يكون دليله في طريقه إلى مكة، وقد سار معه حتى أبلغه الطائف، وهناك قام بوظيفة إرشاد الحبش إلى مكة أبو رغال الثقفي، وذلك بأمر من مسعود بن متعب رئيس ثقيف. وقد ذكر 
ابن سعد البغدادي
 
والواقدي
 
والطبري
 ما يلي نصه:
[
31
]
 
«
كان 
النجاشي
 وجه أرياط أبا أصحم في أربعة آلاف إلى اليمن فأدخلها وغلب عليها؛ فأكرم الملوك واستذل الفقراء، فقام رجل من الحبشة يقال له: 
إبرهة الأشرم
 أبو يكسوم فدعا إلى طاعته فأجابوه، فقتل أرياط وغلب على اليمن، فرأى الناس يتجهزون للحج فقال: أين يذهب الناس؟ قال: يحجون بيت الله بمكة. قال مما هو؟ قال: من حجارة. قال فما كسوته؟ قال مما يأتي من هنا وهناك. قال: والمسيح لأبنين لكم خيرا منه فبنى لهم بيتا عمله بالرخام الأبيض والأحمر والأصفر والأسود، وحلاه بالذهب والفضة، وحفه بالجواهر وجعل فيها ياقوتة حمراء عظيمة، وجعل له حجابا، وكان يوقد بالمندلي ويلطخ جدره بالمسك فيسودها حتى تغيب الجواهر، وأمر الناس بحجه، فحجه كثير من قبائل العرب سنين، ومكث فيه رجال يتعبدون ويتألهون ونسكوا له. وكان نفيل الخثعمي يورض له ما يكره فأمهل، فلما كان ليلة من الليالي لم ير أحدا يتحرك، فقام فجاء بعذرة فلطخ بها جبهته، وجمع جيفا وألقاها فيه، فأخبر إبرهة بذلك فغضب غضبا شديد وقال: إنما فعلت العرب غضبا لبيتهم، لأنقضنه حجرا حجرا، وكتب إلى النجاشي يخبره بذلك ويسأله أن يبعث إليه بفيله محمود، وكان فيلا لم ير مثله في الأرض عظما وجسما وقوة، فبعث به إليه. فلما قدم عليه الفيل سار إبرهة بالناس ومعه ملك حمير ونفيل بن حبيب الخثعمي، فلما دنا من الحرم أمر أصحابه بالغارة على نعم الناس، فأصابوا إبلا لعبد المطلب، وكان نفيل صديقا لعبد المطلب فكلمه في إبله، فكلم نفيل إبرهة فقال: أيها الملك قد أتاك سيد العرب وأفضلهم قدرا وأقدمهم شرفا، يحمل على الجياد، ويعطي الأموال، ويطعم الناس، فأدخله على إبرهة، فقال: حاجتك؟ قال: ترد علي إبلي. فقال ما أرى ما بلغني عنك إلا الغرور، وقد ظننت أن تكلمني في بيتكم الذي هو شرفكم. فقال عبد المطلب: أردد علي إبلي ودونك البيت فإن له ربا سيمنعه. فأمر برد إبله عليه، فلما قبضها قلدها النعال وأشعرها وجعلها هديا وثبتها في الحرم لكي يصاب منها شيء، فيغضب رب الحرم، وأوفى عبد المطلب على خيل ومعه عمرو بن عابد بن عمران بن مخزوم بن مطعم بن عدي، وأبو مسعود الثقفي، فقال عبد المطلب: اللهم إن المرء يمنع رحله وحلاله فامنع حلالك. قال: فأقبلت الطير من البحر أبابيل، مع كل طير ثلاثة أحجار: حجران في رجليه وحجر في منقاره، وقذفت الحجارة عليهم، لا تصيب شيئا إلا هشمته إلا فقط ذلك الموضع، فكان ذلك أول ما رؤي من الجدري والحصبة والأشجار المرة فأهمدتهم الحجارة، وبعث الله سيلا عاتيا فذهب بهم إلى البحر فألقاهم فيه، وولى إبرهة ومن بقي معه هرابا
»
.
[
32
]
[
33
]
```

## ديار قبيلة خثعم
خثعم قبيلة لا تزال معروفة في بلادها التي كانت تقيم بها عند ظهور الإسلام، وهي البلاد الواقعة في مركز خثعم التابعة لمحافظة بلقرن في منطقة عسير وصولا إلى مركز تبالة التابع لمحافظة بيشة.

## فروع قبيلة خثعم اليوم
من فروع قبيلة خثعم:
1. قبيلة شهران.[34]
2. قبيلة ناهس.[35]
3. قبيلة كود.[36]
4. قبيلة أكلب.[37]
5. قبيلة ميمون.[38]
6. قبيلة الفزع.[39]
7. قبيلة عليان.[40]
8. قبيلة عبيدة.[41][42][43][44]
9. قبيلة بلعريان.[45]
10. قبيلة النقبيين.[46]
11. قبيلة العوامر.[47]